# Si Tianfeng
Si Tianfeng (司天峰S, Sī TiānfēngP; Xintai, 17 giugno 1984) è un marciatore cinese.

## Palmarès
| Anno | Manifestazione  | Sede      | Evento       | Risultato | Prestazione | Note                          |
| ---- | --------------- | --------- | ------------ | --------- | ----------- | ----------------------------- |
| 2008 | Giochi olimpici | Pechino   | Marcia 50 km | 17º       | 3h52'58     |                               |
| 2010 | Giochi asiatici | Guangzhou | Marcia 50 km | Oro       | 3h47'04"    | Record dei Giochi             |
| 2011 | Mondiali        | Taegu     | Marcia 50 km | Bronzo    | 3h44'40"    |                               |
| 2012 | Giochi olimpici | Londra    | Marcia 50 km | Argento   | 3h37'16"    | Miglior prestazione personale |
| 2013 | Mondiali        | Mosca     | Marcia 50 km | dnf       | dnf         |                               |